# ВЕС Арклоу-Банк
ВЕС Арклоу-Банк (англ. Arklow Bank Wind Park)– ірландська офшорна вітрова електростанція, введена в експлуатацію у 2003 році. Перша офшорна ВЕС країни.
Місце для розміщення станції обрали у Ірландському морі в 12 км від узбережжя графства Віклов. Спорудження семи фундаментів у складі монопаль та перехідних елементів, а також монтаж на них власне вітрових агрегатів виконало самопідіймальне судно Sea Jack. Крім того, судно Sea Power встановило метеорологічний вимірювальний пост.
Оскільки ВЕС не має своєї офшорної трансформаторної підстанції, вироблена продукція одразу передається на суходол по кабелю, розрахованому на роботу під напругою 35 кВ. Його прокладання здійснило судно Coastal Spider. 
Вітроелектростанція складається із семи вітрових турбін компанії General Electric типу Energy 3.6sl з одиничною потужністю 3,6 МВт та діаметром ротору 111 метрів, які встановлені на баштах висотою 74 метра в районі з глибинами моря від 4 до 6 метрів. 
Існують також плани спорудження значно потужнішої – біля 500 МВт – другої черги.